# 아사히나 신
아사히나 신(일본어: 朝比奈 伸, 1976년 8월 20일 ~ )는 일본의 전 축구 선수이다.

## 구단 경력
과거 감바 오사카, 사간 도스에서 활동하였다.